# Сырве (полуостров)
Сы́рве, ранее Це́рель (эст. Sõrve poolsaar, нем. Zerel, швед. Swalferort) — большой полуостров в Эстонии, в юго-западной части острова  Сааремаа. Самая южная точка полуострова — мыс Сырве.

## География
Полуостров Сырве простирается от реки Салме до мыса Сырве (примерно 32 км), его ширина в центральной части составляет около 10 км, в самом узком месте перешейка полуострова (на линии Унгру—Пагила) — 1,6 км, на линии Лыпе—Каймри — 3 км. На западе полуостров примыкает к открытой части Балтийского моря, на востоке — к Рижскому заливу, на юге его отделяет от Курземе Ирбенский пролив.  

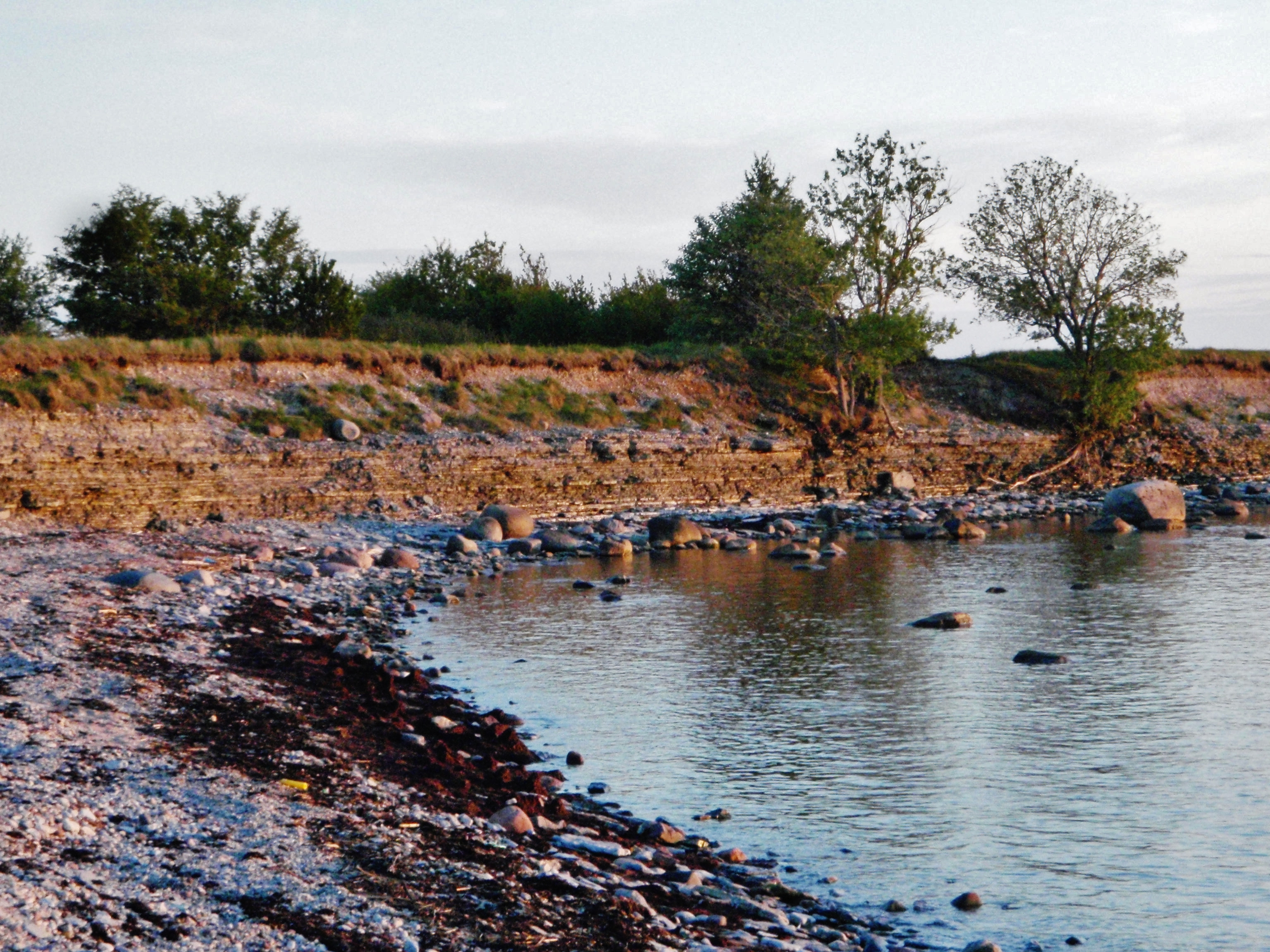
Клиф Охессааре

Галечное западное побережье полуострова разделяют заливы Аристе и Лыу, бухты и несколько небольших мысов (Питсинина, Вильягунина, Нурменийди, Питсернина, Аллиотс, Лоденина, Нигунина). На восточном побережье, где преобладают дюны, выступают мысы Лайдунина, Котканина, Леэтсе, Каави и Аллинга. Дальше на самом юге снижающейся грядой идёт коса Сырве (1,5 км) которая продолжается в Ирбенском заливе цепочкой островков длиной около 4 км. 
В центральной части полуострова расположена возвышенность Сырве  (продолжение возвышенности Ляэне-Сааремаа), её самая высокая точка — 37 метров над уровнем моря. Она представляет собой конечную морену, склоны которой разбиты морем на уступы.
На мысе стоит маяк Сырве. Первый мореходный знак был установлен здесь в 1646 году, нынешняя железобетонная башня построена в 1958–1960 годах, её высота составляет 52 метра.

## Флора
Лес, покрывающий большую часть полуострова Сырве, сильно пострадал во время Второй мировой войны, к настоящему времени он восстановился (в основном это — сосновый бор). Благодаря мягкому морскому климату здесь произрастают тис ягодный, тёрн, скальная рябина, плющ обыкновенный, горошек прямостоячий, бурачок Гмелина, ситник шиповидный (все относятся ко второй природоохранной категории), живучка пирамидальная и другие редкие виды. К охраняемым территориям полуострова относятся заповедник Вийеристи, природный парк Каугатома-Лыо, охраняемая природная территория Веситюкимаа, заповедник Рахусте, природный парк Охессааре и охраняемое местообитание Кауниспе.

## Фауна
Полуостров Сырве является районом массовой миграции птиц, одним из самых заметных на Балтийском море. На орнитологической станции мыса Сырве во время осенней миграции насчитали тысячи соколообразных. Рекорды сезона для наиболее многочисленных видов хищных птиц составили: ястреб-перепелятник — 5 100, обыкновенный канюк — 2 800, осоед — 350 и мохноногий канюк — 94.
Весной птицы чаще всего мигрируют через узкую северную часть полуострова. Краткосрочные исследования весной 2003 и 2004 годов выявили крупномасштабные перелёты многих видов, в частности, в день до 166 000 зябликов, до 2 100 больших кроншнепов и 4 365 серых журавлей за четыре дня наблюдений.

## Население

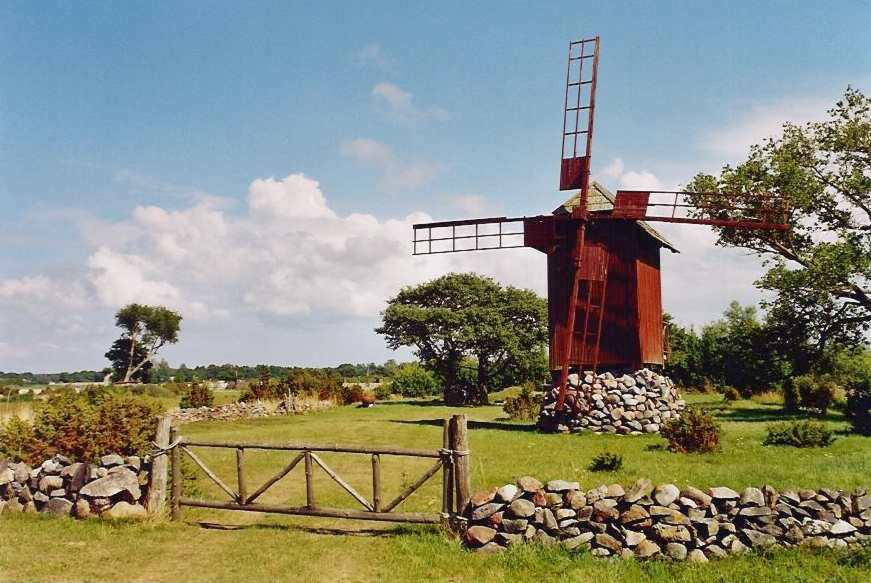
Деревня Охессааре

Согласно современному административному делению Эстонии, на полуострове расположены один посёлок (Салме) и 33 деревни: Ансекюла, Винтри, Вяйке-Ула, Ийде, Имара, Каави, Каймри, Карги, Карусте, Каугатома, Кауниспе, Лаадла, Линдметса, Лыу, Лыупыллу, Люлле, Лябара, Ляэтса, Маантеэ, Мынту, Мясса, Мяэбе, Охессааре, Рахусте, Соодевахе, Сырве-Хинду, Сяэре, Таммуна, Торгу-Мыйзакюла, Хянга, Эасте, Юэдибе, Ямая.
В народе полуостров называют Сырвемаа (эст. Sõrvemaa), а его жителей — «сыруласцы» (в ед. числе эст. sõrulane).
До Второй мировой войны полуостров был плотно заселён. В частности, если в 2020 году в деревне Ябара проживали только 9 человек, то до войны там было 43 хозяйства и 240 жителей. В 1993–2017 годах наблюдался усиленный отток постоянных жителей, но увеличилась доля дачников. Началось развитие предпринимательства и туристической индустрии.
По данным Департамента статистики, по состоянию на 1 января 2020 года на полуострове насчитывалось 1103 жителя.

Национальная одежда жителей полуострова Сырве
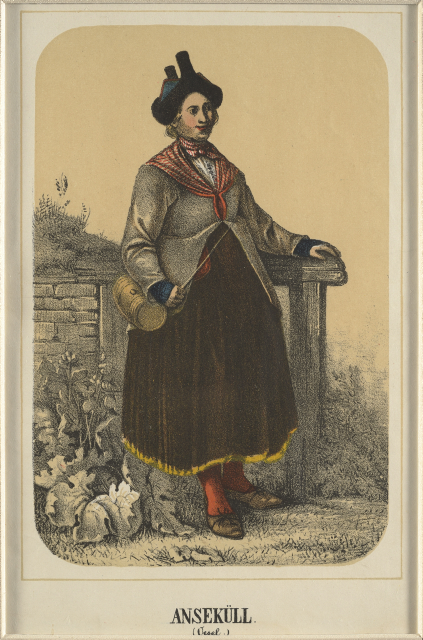
Женщина из Ансекюла
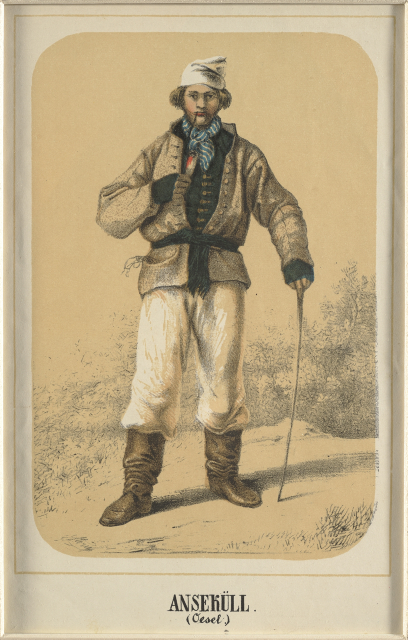
Мужчина из Ансекюла
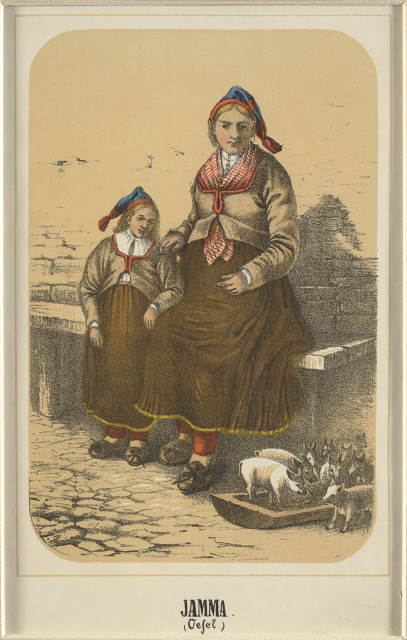
Женщина с ребёнком из Ямая
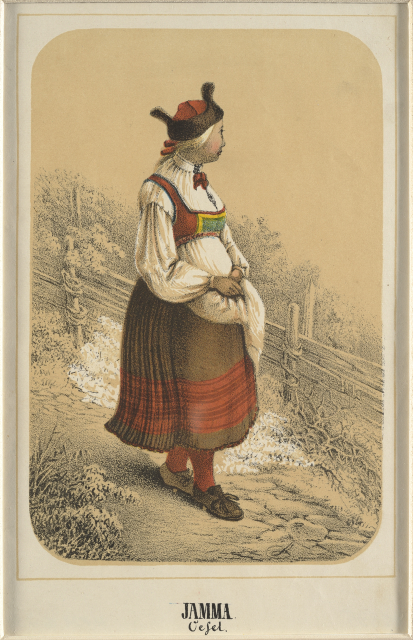
Девушка из Ямая

Фотографии
- Национальная одежда прихода Ансекюла
- Национальная одежда прихода Ямая

## История
Археологические находки, подтверждающие заселение полуострова людьми, относятся к первому тысячелетию до н. э.. 
В до-викинговое время Сырве был островом, который отделял от Сааремаа пролив на месте современной реки Салме. 

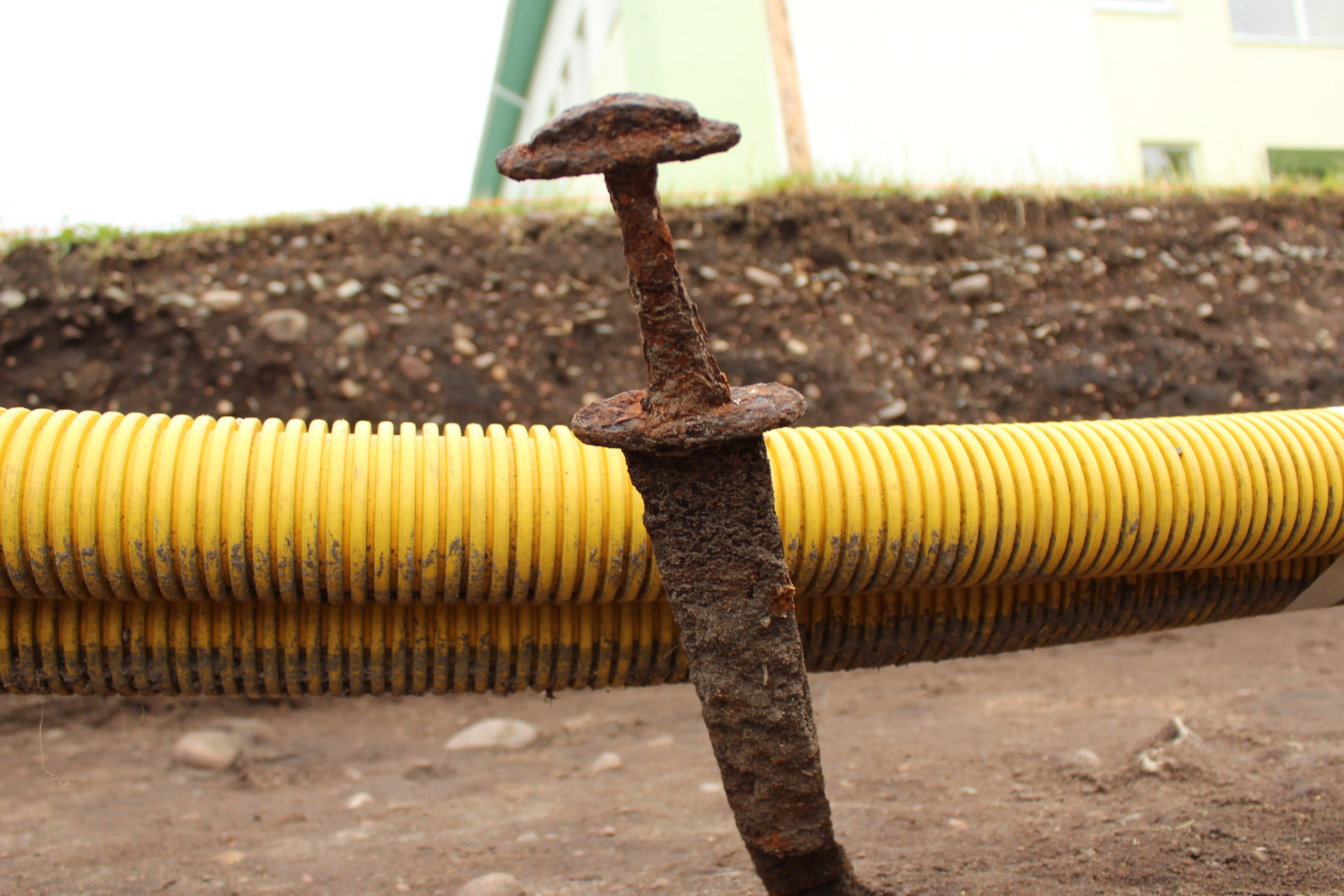
Меч с «корабля Салме»

В 2008 году в ходе земельных работ на территории посёлка Салме были обнаружены останки древнего корабля, в котором были захоронены погибшие в сражении воины — семь викингов из Швеции. Судя по найденным захоронениям, самым важным оружием воинов были мечи и луки. У них было мало копий и совсем не было топоров. В 2010 году было найдено второе судно, где находилось 33 (в других источниках 34) уложенных рядами и слоями скелета. Углеродный анализ показал, что они были захоронены примерно в 750 году. Все эти люди были убиты и похоронены как воины. Хотя викинги в основном изображаются в шлемах, и в шведских захоронениях было найдено несколько украшенных металлических шлемов, на «кораблях Салме» шлемов не было. Невозможно установить, сколько человек сражалось с той и с другой стороны и кто выиграл битву. В любом случае у оставшихся в живых была возможность и время организовать традиционные похороны своих погибших товарищей. С телами было захоронено и оружие, бо́льшая часть которого была умышленно повреждена, чтобы предотвратить его использование противником. Лезвия мечей были зазубрены, погнуты или сломаны, а щиты продырявлены. Помимо наконечников копий, на кораблях Сальме были найдены расчёски и игральные кости. 
До начала иноземных завоеваний западное побережье Сааремаа и полуостров Сырве составляли единый древний приход Кихельконна-Сырве, и его жители считались хорошими мореплавателями. Первое письменное упоминание названия Сырве относится к 1234 году (Sworve). В 1230-е годы Южный Сырве подчинялся городу Риге. В Сааре-Ляэнеской епархии Сырве имел отдельное управление и был разделен на вакусы Сяэре, Торгу, Каймри и Салме-Ансекюла; первые два в XIII веке стали приходом Ямая, на территории последних двух в начале XVI века образовался приход Ансекюла. В XIX веке на полуострове насчитывалось 9 рыцарских мыз: Карги, Кауниспе, Колтсе, Лыо, Мынту, Олбрюки, Сяэре, Тийнузе и Торгу. В качестве культурных и экономических центров были прежде всего известны Ансекюла и Торгу (в 1873 году в Торгу была построена православная церковь). 
Стратегическое положение полуострова Сырве было особенно важно для Российской империи. Перед Первой мировой войной в России был сооружён комплекс береговых оборонительных сооружений для защиты побережья и акватории Балтийского моря, в котором полуостров Сырве образовал отдельный регион Ирбе, где береговые батареи защиты, построенные в Карусте, Мяэбе и Сяэре, блокировали вход в Рижский залив. Так называемый «договор о базах» 1939 года, заключённый в рамках пакта Молотова — Риббентропа, позволил Балтийскому флоту установить батареи тяжёлых орудий возле деревень Карусте и Рахусте, построить военный городок в деревне Винтри и использовать порт Мынту.

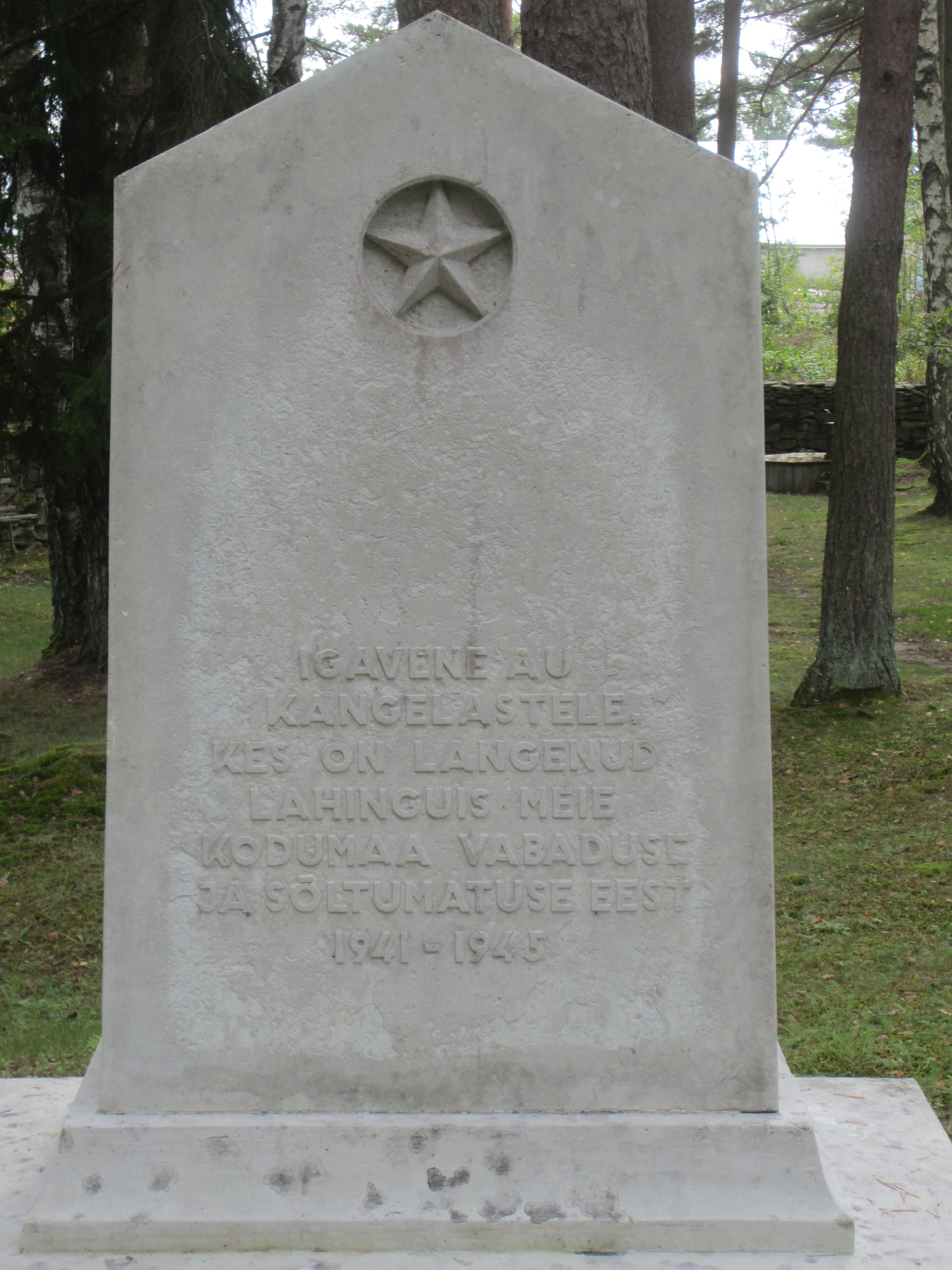
Памятник на братской могиле погибших во II мировой войне в Ансекюла

В первый год Великой Отечественной войны части Красной армии оказали сопротивление вторгшимся на полуостров фашистам (24 сентября — 5 октября 1941 года). Когда немцы отступили, их группа из 7 000 человек осталась на полуострове Сырве. В период с 10 октября по 24 ноября 1944 года, при поддержке авиации и флота она была атакована 249-й дивизией Эстонского стрелкового корпуса, тремя советскими дивизиями и несколькими танковыми полками. 19 октября немецкая оборона была прорвана по линии Унгру—Пагила, 18 ноября — по линии Лыпе—Каймри и 23 ноября — по линии Тюрью—Торгу—Мяэбе. Уходя, фашисты сжигали деревни и взорвали 36-метровую каменную башню маяка Сырве. 
В ночь с 23 на 24 декабря 1944 года из порта Сяэре были эвакуированы около 300 немецких офицеров, 2 640 солдат и 117 эстонских юношей, работавших во вспомогательной службе аэродрома. Все эти молодые эстонцы остались живы благодаря фельдмаршалу Фердинанду Шёрнеру, который не выполнил приказ Гитлера «сражаться до последнего солдата». На этом закончилась война на территории Эстонии. 
Осенью и зимой 1944 года в Германию было также вывезено большое число сыруласцев (по немецким данным — около 1 400 человек, по эстонским — 3 000 человек). Они были размещены в концентрационных лагерях Польши, Германии и Чехии, где треть умерла от голода, болезней и военных действий. Позже, в сотрудничестве с соответствующим белорусским фондом, представители насильно вывезенных эстонцев успешно ходатайствовали о получении от Германии денежной компенсации. В польском городке Злоценец был открыт памятный знак с именами двадцати четырёх захороненных на чужбине жителей эстонского полуострова. 
- Дневник жительницы полуострова Сырве: Как 3000 сыруласцев были насильно вывезены в Германию в 1944 году  (эст.)

До административно-территориальной реформы 2017 года в северной части полуострова Сырве находилась волость Салме, в южной части — волость Торгу.
На мысе Сырве летом работает туристический центр и ресторан. Главное здание туристического центра расположено в бывшем жилом доме работников маяка. С 2018 года открыт доступ на маяк (платный).

## Народные сказания
Согласно эстонским народным сказаниям, цепочка островков, которая идёт в море от мыса Сырве, была создана Большим Тыллем, который, выгоняя с этих земель Ванапагана, бросал в него валуны. Более тяжёлые валуны падали ближе к мысу, а более лёгкие — дальше от него.

## Галерея

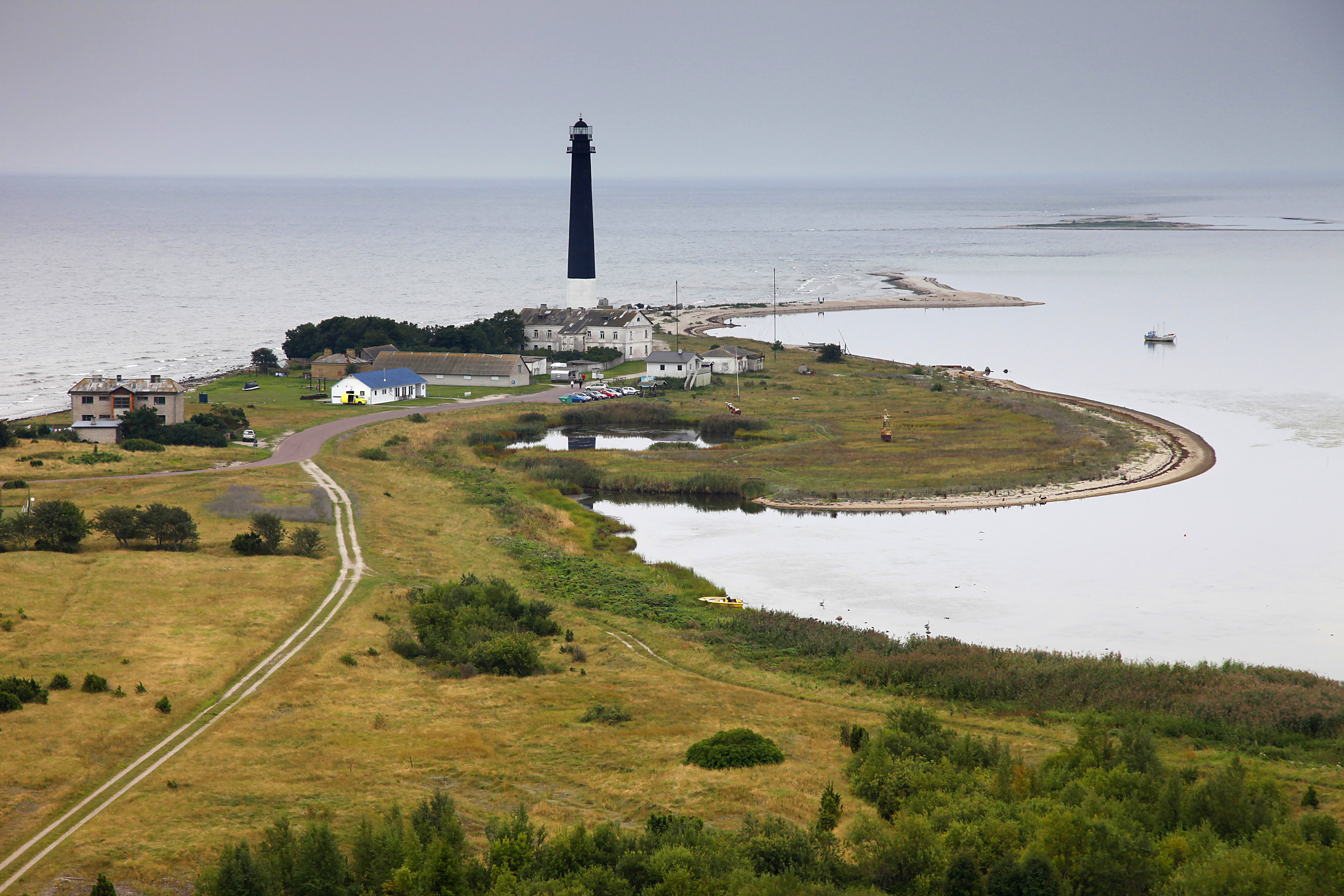
Маяк Сырве
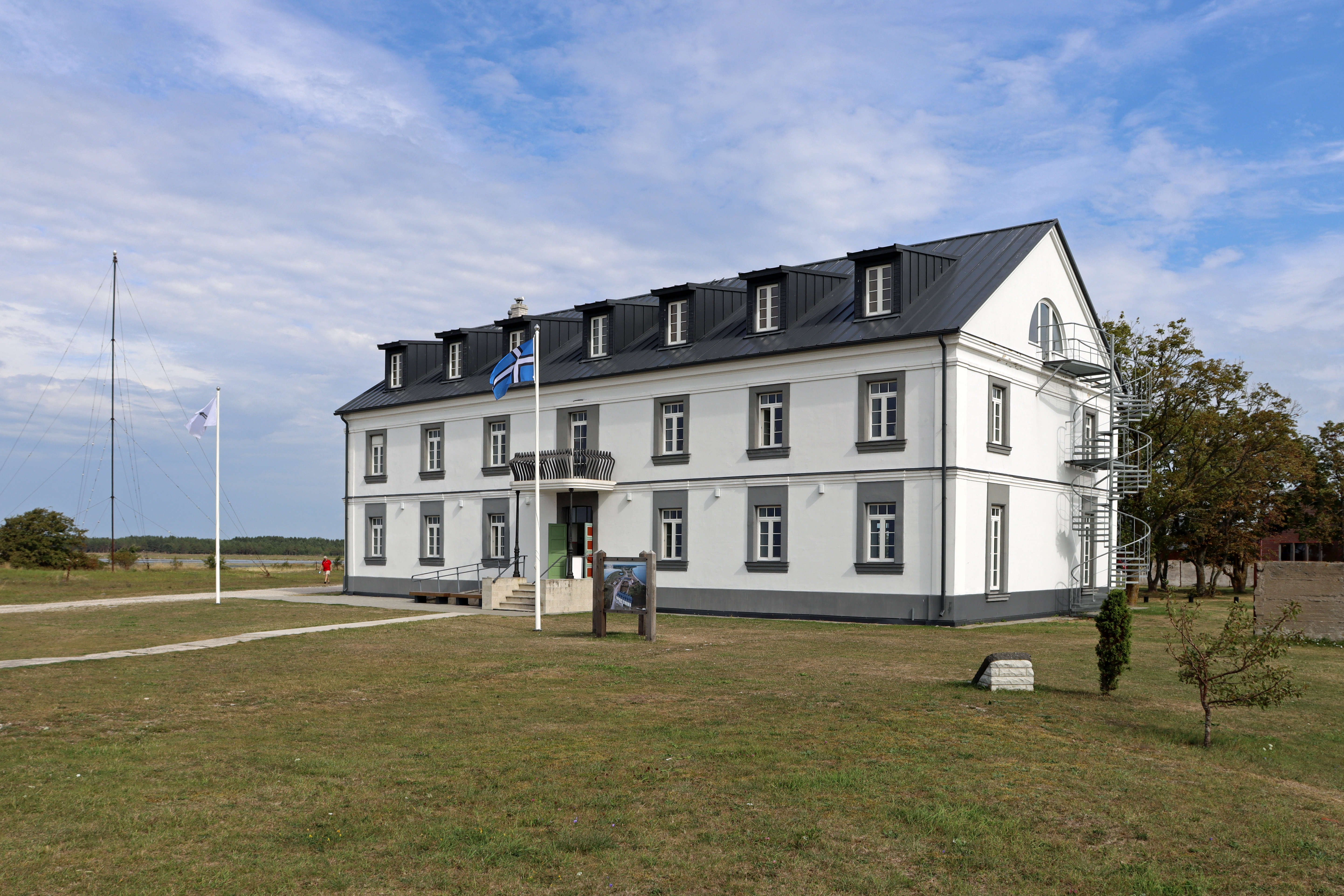
Туристический центр на мысе Сырве
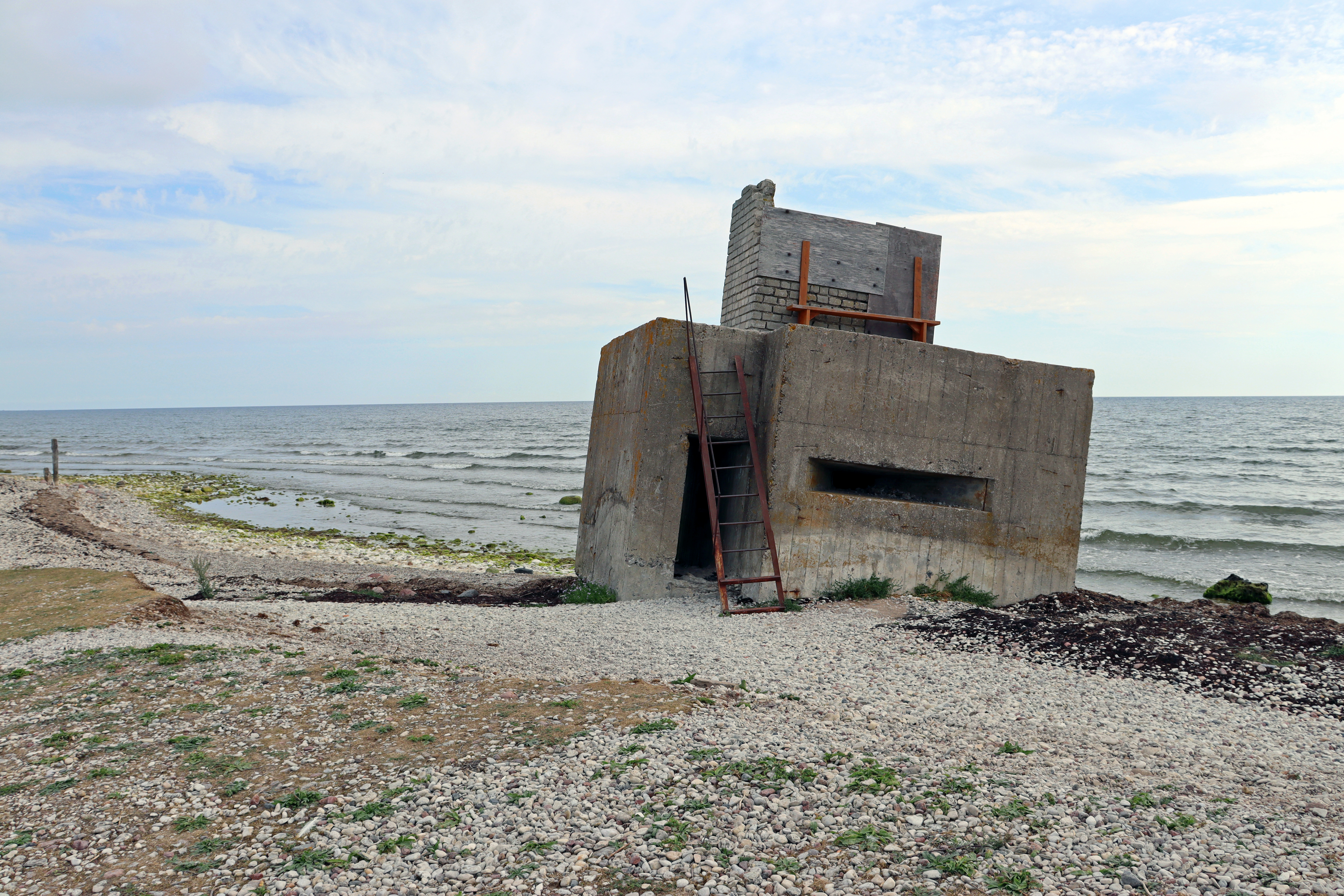
Остатки береговых укреплений на мысе Сырве
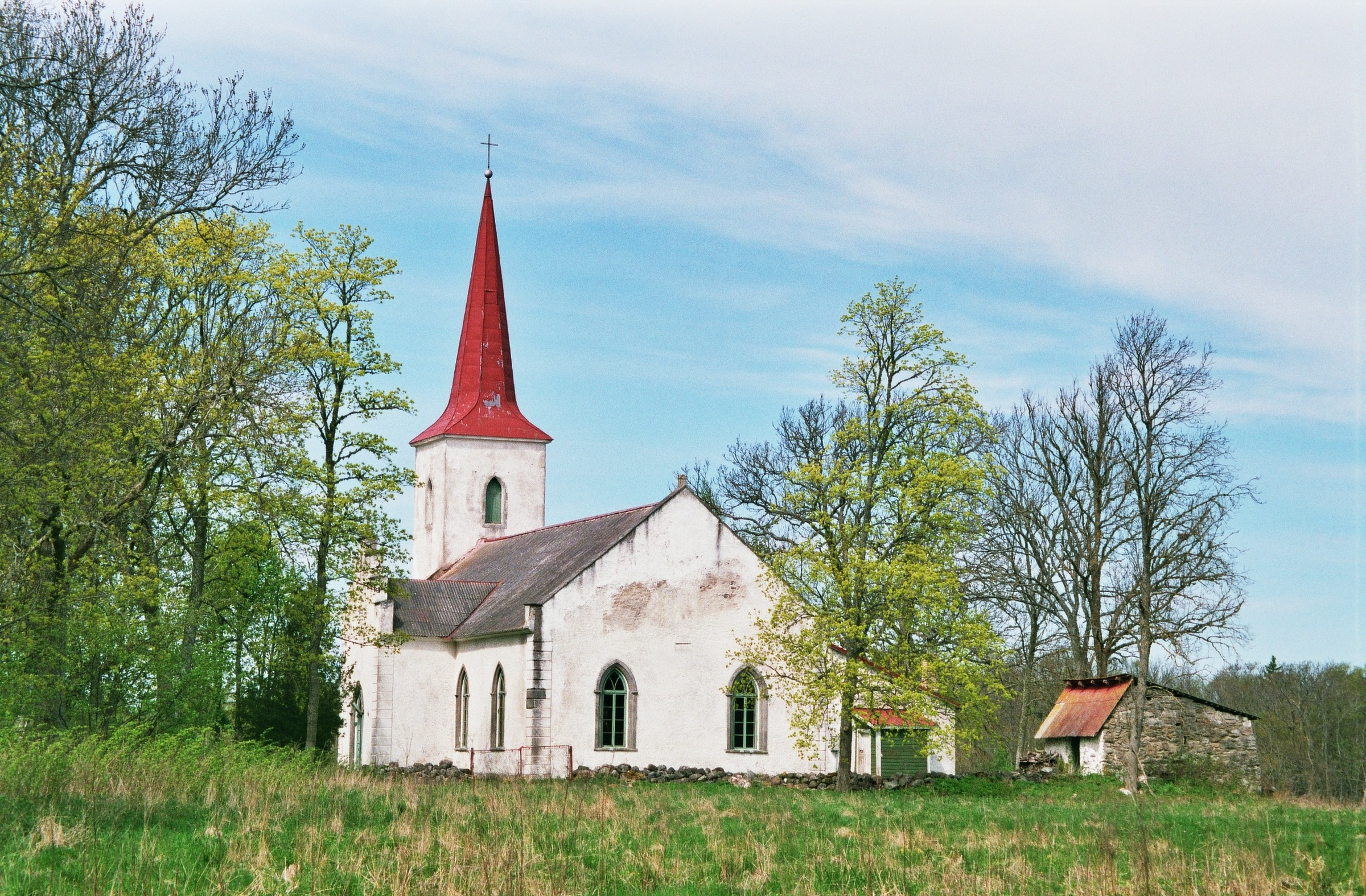
Церковь Ямая
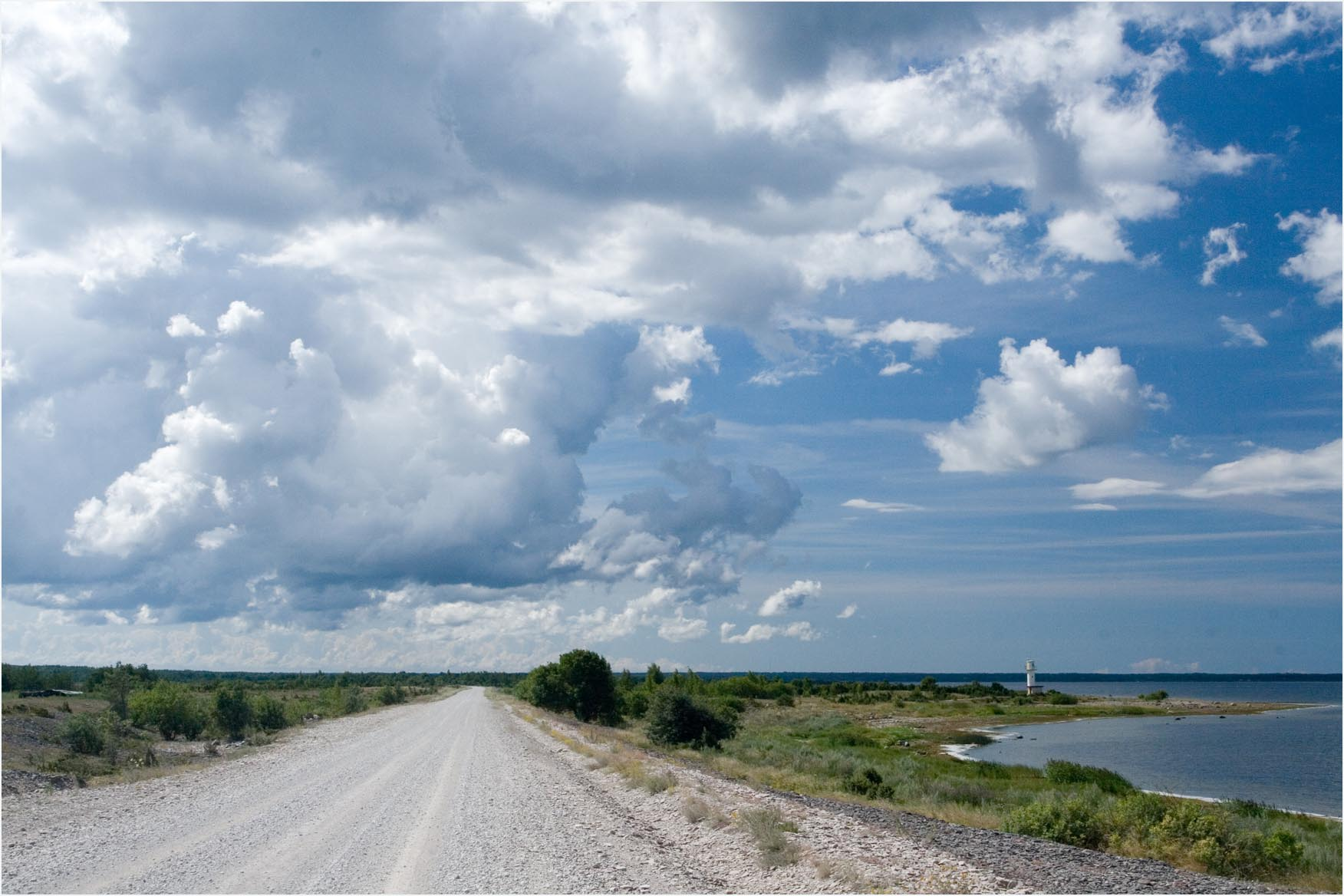
Дорога между Каугатома и Лыу
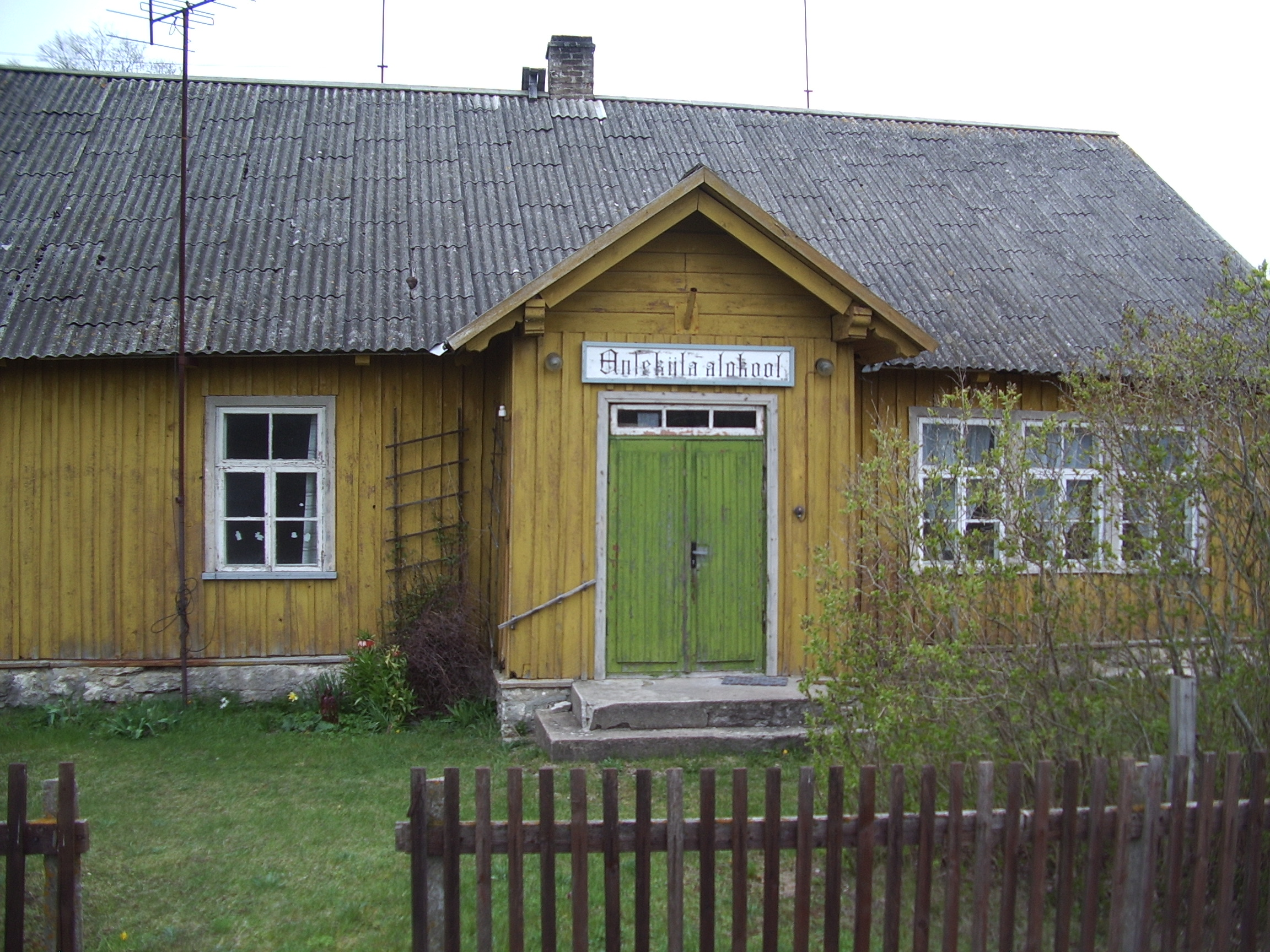
Бывшая начальная школа Ансекюла
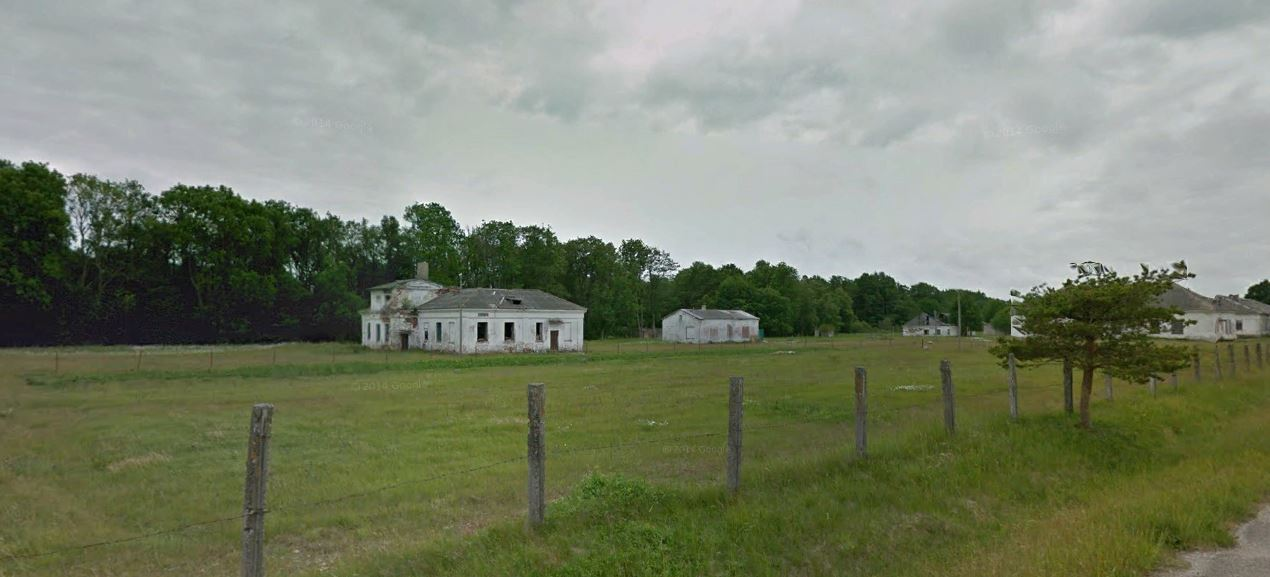
Заброшенные здания Советской армии в деревне Маантеэ, 2015 год
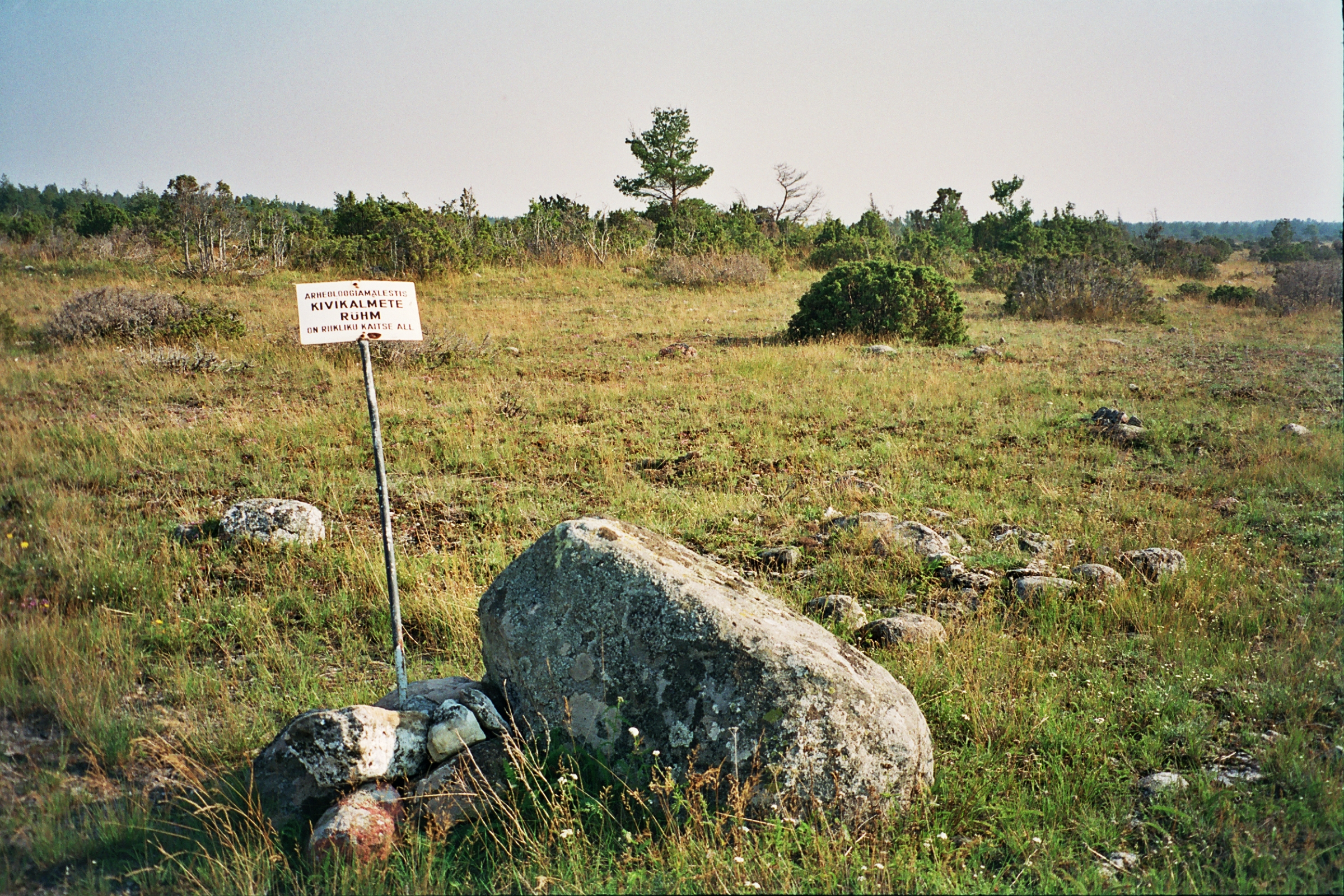
Каменные могильники Каугатома (памятник культуры)